# Junta Provisional de Gobierno de Panamá
La Junta Provisional de Gobierno de Panamá gobernó Panamá desde su designación el 4 de noviembre de 1903 por Demetrio H. Brid, Presidente del Consejo Municipal de Panamá, hasta el 20 de febrero de 1904, día en que tomó posesión Manuel Amador Guerrero, primer presidente constitucional de la República de Panamá. Los miembros de la Junta fueron José Agustín Arango, Tomás Arias y Federico Boyd. Manuel Espinosa Batista fue designado suplente de la Junta Provisional de Gobierno.

## Antecedentes
Los eventos que culminaron con la separación del Departamento de Panamá de Colombia, el 3 de noviembre de 1903, fueron la conjugación de la fuerte voluntad del pueblo panameño por lograr la autodeterminación. El apoyo o el rechazo internacionales al movimiento separatista provenían de muchas fuentes diversas y cada una con su agenda pero ninguna tomaba en cuenta el destino del nuevo país, sino tan solo los beneficios comerciales o políticos que pudieran derivar del cambio o del estado.

## La Junta Provisional de Gobierno
Una vez proclamada la independencia por parte del Consejo Municipal de Panamá, reunido en sesión extraordinaria en la noche del día 3 de noviembre de 1903, este convoca a un cabildo abierto para el día siguiente en la Plaza de la Catedral de la Ciudad de Panamá y en la cual se lee el Acta de Independencia. Este documento fue firmado por todos los concejales y ratificado por centenares de ciudadanos asistentes al evento. La redacción del documento estuvo a cargo de Ernesto J. Goti con la colaboración de Samuel Lewis y Nicanor Villalaz.

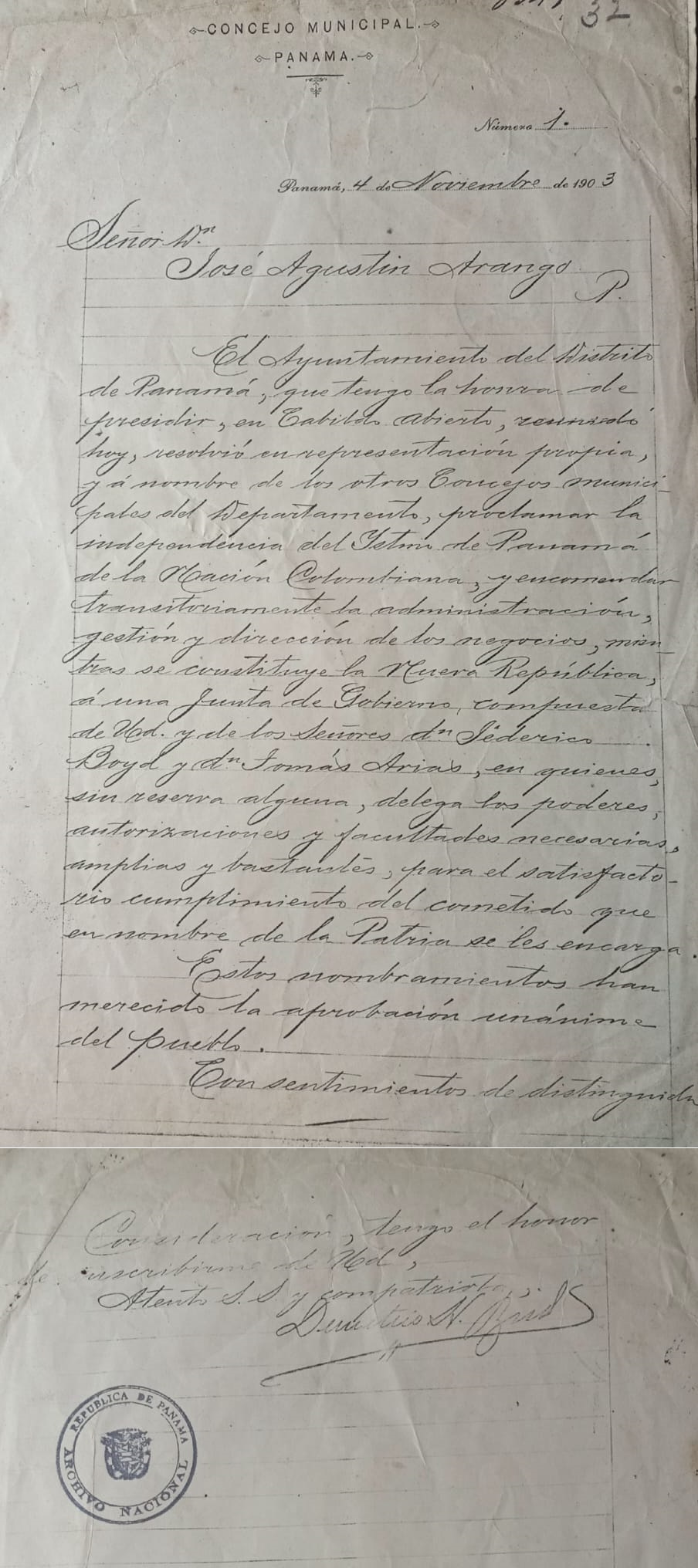
Nota n.º 1 del Consejo Municipal de Panamá por la cual se designa a José Agustín Arango como miembro de la Junta de Gobierno Provisional. Notas similares se cursaron para los demás miembros de la Junta.

Acto seguido, en este mismo cabildo, el presidente del Consejo Municipal de Panamá, Demetrio H. Brid, siendo entonces la autoridad máxima del Estado de facto, designó a un triunvirato como Junta Provisional de Gobierno en tanto se establecía e implementaba una constitución republicana y democrática. Los designados para tan delicada función fueron José Agustín Arango, Tomás Arias y Federico Boyd como Miembros. Manuel Espinosa Batista fue designado suplente de la Junta.  Demetrio H. Brid dirigió una nota de estilo a cada miembro de la Junta en la cual "delegaba los poderes, autorizaciones y facultades necesarias, amplias y bastantes."

## Mandato
Una vez habiendo tomado posesión la Junta Provisional de Gobierno, procedieron al nombramiento del primer Gabinete de Gobierno. Sus miembros fueron: Ministro de Gobierno, Dr. Eusebio A. Morales; Ministro de Relaciones Exteriores, Dr. Francisco V. De La Espriella; Ministro de Justicia, Dr. Carlos A. Mendoza; Ministro de Guerra y Marina, General Nicanor A. De Obarrio; Ministro de Hacienda, Don Manuel E. Amador y Ministro de Instrucción Pública, Dr. Julio J. Fábrega.
Cabe destacar que antes de la independencia el devenir político del Istmo, así como de Colombia entera, tenía dos partidos tradicionales: el Partido Conservador y el Partido Liberal. Ambas fuerzas políticas quedaron representadas el primer gobierno panameño, demostrando la unidad del Pueblo en el esfuerzo por construir un nuevo país basado primero en consideraciones de Estado, primando estas sobre cualquier tendencia partidista.